# Obelisk van Dover Patrol in Brooklyn

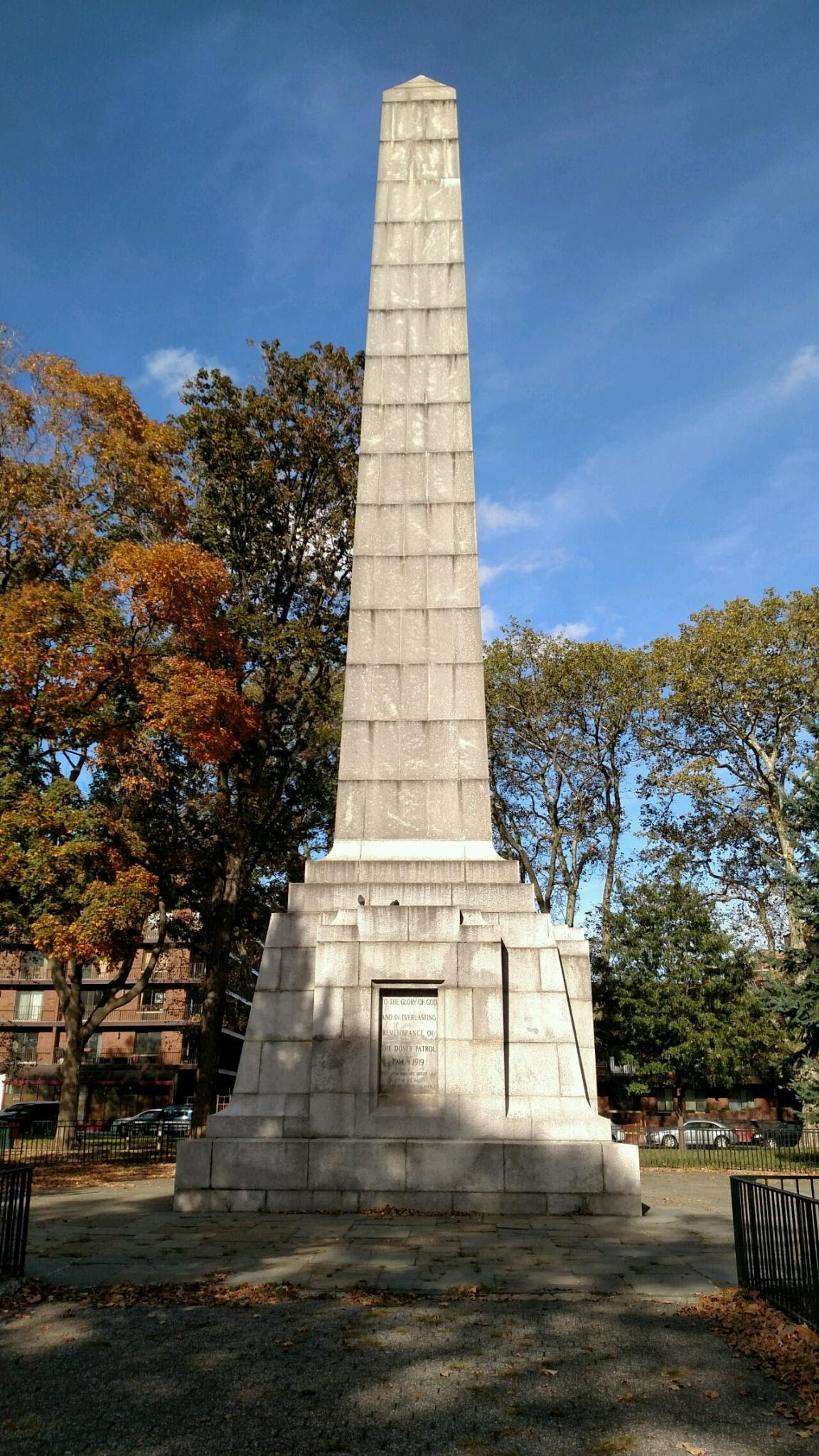
De Obelisk van Dover Patrol in Brooklyn

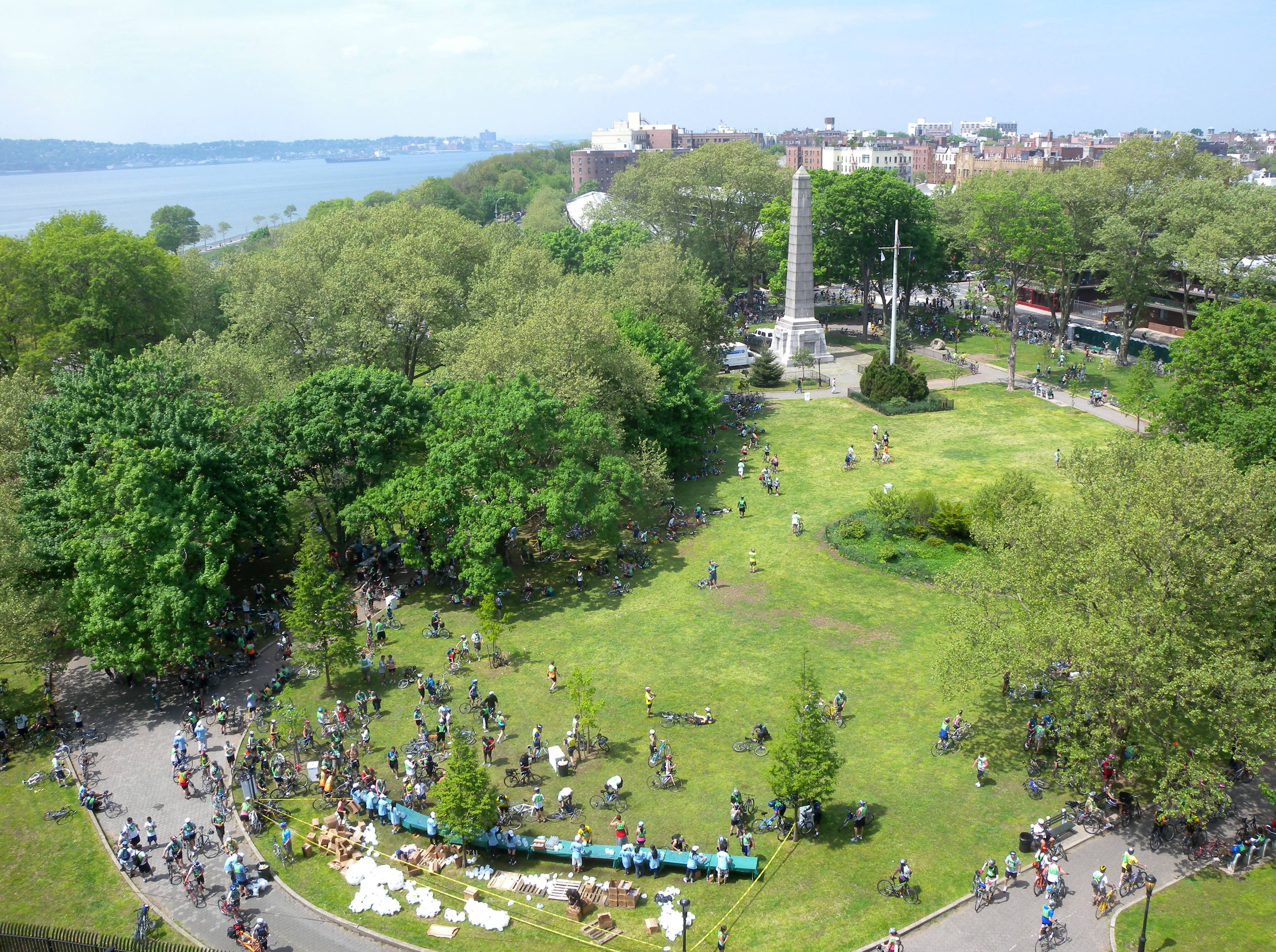
Het John Paul Jones Park met de obelisk

De Obelisk van Dover Patrol in Brooklyn of Dover Patrol Monument is een gedenkmonument in de Amerikaanse stad New York. De obelisk staat in het John Paul Jones Park in het zuidwesten van het stadsdeel Brooklyn bij de toegang tot de zeestraat The Narrows en de Verrazzano-Narrows Bridge.
Het monument herdenkt de Dover Patrol van de Royal Navy tijdens de Eerste Wereldoorlog.
Naast deze obelisk in Brooklyn zijn er nog twee obelisken opgericht om de Dover Patrol te herdenken, namelijk de Obelisk van St. Margaret's at Cliffe bij Dover in Engeland en de Obelisk van Cap Blanc-Nez in Frankrijk.

## Achtergrond
De Dover Patrol werd opgericht in juli 1914, rond een kern van de 12 destroyers van de Tribal-klasse. Tijdens de Eerste Wereldoorlog diende een verscheidenheid aan vaartuigen in de patrouille evenals een verscheidenheid aan vliegtuigen. Van tijd tot tijd werden Franse torpedojagers bij de patrouille betrokken. De patrouille bestreek het zuidelijke deel van de Noordzee en het oostelijke deel van het Engelse Kanaal, inclusief de Straat van Dover. Zijn taken omvatte het begeleiden van koopvaardijschepen, hospitaalschepen en troepentransporten; anti-onderzeeër patrouilles; het vegen van Duitse mijnen en het leggen van Britse mijnenvelden en anti-onderzeeërnetten; en het bombarderen van Duitse landstrijdkrachten aan de kust van België en Noord-Frankrijk. Het stond onder bevel van admiraal Reginald Bacon van 1914 tot zijn pensionering eind 1917, en daarna onder bevel van vice-admiraal Roger Keyes. Zes leden van de patrouille werden onderscheiden met het Victoria Cross, voor hun aandeel in de Aanval op de haven van Zeebrugge op 22-23 april 1918 om de toegang tot de Zeehaven van Brugge te blokkeren en zo te voorkomen dat Duitse schepen de haven zouden verlaten.

## Geschiedenis
In 1931 werd het monument opgericht. Het monument werd gebouwd naar het ontwerp van architect Sir Aston Webb en deze obelisk was het derde monument van de drie.

## Beschrijving
Een granieten herdenkingsobelisk is ontworpen door Sir Aston Webb, bekend als de ontwerper van de Admiralty Arch, de Queen Victoria Memorial op de The Mall en de façade van Buckingham Palace, allemaal in Londen. Het monument heeft iets van Egyptische architectuur. Het bestaat uit een 23 meter hoge vierkante obelisk opgebouwd uit grote granieten blokken en een piramidevormige top. De obelisk staat op een hoge stenen sokkel, die uitloopt op een vierkante basis. Drie zijden van de basis hebben een omlijsting van hardstenen blokken rond een inscriptie.